# Win McCormack
Win McCormack ist ein US-amerikanischer Verleger und Herausgeber aus Portland (Oregon).

## Leben und Wirken
Er studierte Government am Harvard College und schloss 1967 mit dem Bachelor of Arts ab. Ab 1970 absolvierte er an der University of Oregon ein Studium in Kreativem Schreiben und schloss mit dem Master of Fine Arts ab.
McCormack ist Chefredakteur des von ihm 1999 gegründeten Tin House Magazine und Tin House Books, der ehemalige Herausgeber des Oregon Magazine (1976 bis 1988), sowie Gründer und Schatzmeister von MediAmerica Er ist Mitglied des Vorstands der Zeitschrift New Perspectives Quarterly.
Seine politischen und sozialen Schriften erschienen in Oregon Humanities, Tin House, The Nation, The Oregonian und Oregon Magazin.
McCormack’s investigative Berichterstattung über die Rajneeshee-Bewegung wurde mit einer William Allen White Commendation der University of Kansas und der City and Regional Magazine Association ausgezeichnet. Sein Buch You Don’t Know Me: A Citizen’s Guide to Republican Family Values untersucht die Sex-Skandale der republikanischen Politiker, die sich zu „moralischen Werten“ bekennen.
Als politischer Aktivist diente McCormack als Vorsitzender des Oregon-Lenkungsausschusses für Gary Harts 1984er Präsidentschaftskampagne. Er ist Vorsitzender des Präsidentschaftsrates der Demokratischen Partei von Oregon und Mitglied des Barack-Obama-for-President-Finanzausschusses Oregons. McCormack wurde auch als stellvertretender Delegierter zu der 2008er Democratic National Convention gewählt. Er ist derzeit Mitglied des Oregon Council for the Humanities und der Oregon Tourism Commission. Darüber hinaus sitzt McCormack im Aufsichtsrat des Emerson Colleges und ist einer der Mitbegründer der in Los Angeles ansässigen Liberty Hill Foundation.

## Schriften
- You Don’t Know Me: A Citizen’s Guide to Republican Family Values. Tin House Books, Portland, Oregon 2008, ISBN 978-1-135-89772-7.
- The Rajneesh Chronicles. Tin House Books, Portland, Oregon 2010, ISBN 978-0-9825691-9-1.